# Fleet Foxes
Fleet Foxes és un grup de música dels EUA d'indie folk formada en 2006 en Seattle sota els segells discogràfics Sub Pop i Bella Union. Van saltar a la fama en 2008 després del llançament de l'EP Sun Giant i l'àlbum Fleet Foxes. Tot dos van rebre elogis per part de la crítica, destacant-hi les harmonies vocals i les lletres. El quintet descriu la seua música com a "baroque harmonic pop jams" (improvisacions de pop barroc harmònic).

## Història

### Formació i primers anys
Robin Pecknold i Skyler Skjelset anaven junts a l'institut Lake Washington High School de Seattle i prompte es van fer amics íntims. La personalitat tímida de tots dos va crear una mútua admiració cap a Bob Dylan i Neil Young, pel qual van començar a compondre música plegats. Sos pares van inspirar el caràcter de la música que feien al començament (la mare de Skjelset era una fan empedreïda de Bob Dylan i Hank Williams, mientre que el pare de Pecknold va ser membre de The Fathoms, un grup de soul dels anys 60). Els dos jóvens eren ambiciosos, i seguint l'estel de Dylan i Brian Wilson, van saber la importància d'una formació musical el més enjorn possible.
Al començament volien anomenar-se Pineapple, però com que un altre grup local ja s'anomenava així el van canviar per Fleet Foxes, un nom suggerent que feia referència a "eixe estrany gust dels anglesos d'anar rere els rabosots". Pecknold es va encarregar de la composició, Skjelset de la guitarra, i la veu la van posar tots dos. L'estil que tenien tots dos recordant a finals dels anys seixanta va cridar l'atenció del productor local Phil Ek qui els va ajudar a gravar la seua primera maqueta autoeditada el 2006, l'EP Fleet Foxes. Ek es va quedar sorprés per la qualitat de la composició i va comentar amb el fet d'haver contractat a Pecknold, que a eixe xic "li eixia el talent fins i tot pel cul". A finals de 2006, la premsa de Seattle va començar a fer-se ressò del nou grup; Tom Scanlon del Seattle Times va afirmar que n'estava impressionat per les lletres i per la maduresa musical del grup.
Gràcies a la popularitat a nivell local i al gran repertori que tenien, el grup va començar a enregistrar el primer àlbum a principis de 2007, alternant el temps a l'estudi amb Ek a l'hora que gravaven material a casa. Això no obstant, el pressupost estava massa ajustat, limitant el temps de disponibilitat de l'estudi, fent que la majoria de les cançons es gravaren a casa dels components del grup, així com a la casa del pares de Pecknold.

### Ascens a la fama

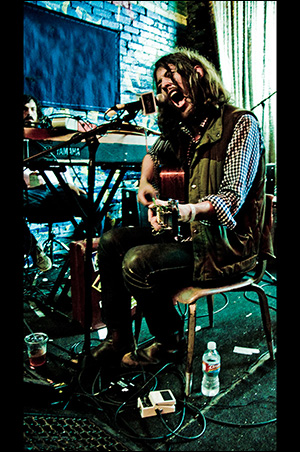
Robin Pecknold tocant en directe al SXSW al març de 2008

Fleet Foxes es feien cada vegada més populars, i a finals de 2007, el seu MySpace havia enregistrat un nivell de 250.000 reproduccions en tan sols dos mesos. Encara que el grup encara no havia editat cap de les seues cançons, es van vore beneficiades pel "boca orella" dels internautes. El 18 de gener de 2008 van signar amb la filial de Warner Music, Sub Pop. Van acabar el seu segon EP Sun Giant a la mateixa vegada que feien els preparatius per a la primera gira pel Nord-est dels Estats Units durant la primavera, junt a Blitzen Trapper. La participació de Fleet Foxes al festival South by Southwest d'Austin va elevar al grup a la consciència col·lectiva i va suscitar l'interés de la premsa europea per primera volta.
Sun Giant es va traure al mercat internacional el 8 d'abril de 2008, i la mescla de folk, pop i rock, junt amb les seues harmonies vocals, va ser ben rebuda pels crítics. Malgrat la calorosa recepció el grup sentia que este EP no assolia les seues expectatives perquè només es venia en format CD de manera ambulant per on passava la gira. Per maig van ampliar la gira a la resta dels Estats Units i Europa per a promocionar el seu futur primer àlbum. Per altra banda, el grup va créixer en components amb la incorporació de J. Tillman a la bateria i als cors. El primer àlbum arribaria poc després, el 3 de juny de 2008 i va aconseguir les mateixes bones impressions que l'anterior EP. Fleet Foxes va rebre 4 estrelles sobre 5 de Rolling Stone(que els va comparar amb els Beach Boys, Animal Collective o Crosby, Stills & Nash) i un 9.0 sobre 10 de Pitchfork. The Guardian el va elogiar especialment atorgant-li cinc estrelles i catagolant-lo com a "una fita en la història de la música americana, un clàssic". El 24 de juny, va arribar al múmero u a la llista CMJ Radio 200 Chart. Per altra banda, l'àlbum va aconseguir una puntuació del 87% entre trenta opinions al web Metacritic, col·locant-se en la Categoria d'"aclamació universal".
Als Estats Units, l'èxit de l'àlbum va ser menor que en Europa. El disco hi havia venut 200.000 còpies cinc mesos després de ser tret al mercat.

## Discografia

### Àlbums
- Fleet Foxes (2008) núm. 67 EUA, núm. 11 Regne Unit, núm. 51 Alemanya, núm. 51 Itàlia, núm. 14 Noruega
- Helplessness Blues (2011)

### EP
- Fleet Foxes (2006)
- Sun Giant (2008) núm. 38 Budget Albums Chart del Regne Unit

### Singles
- "White Winter Hymnal" (7", digital) (21 de juliol de 2008) Regne Unit núm. 134
- "He Doesn't Know Why" (digital) (30 d'octubre de 2008)
- "Mykonos" (digital) (5 de gener de 2009) Regne Unit núm. 121

## Guardons
Nominacions
- 2012: Grammy al millor àlbum de folk